# Кладань
Кладань (босн. і хорв. Kladanj, серб. Кладањ) — місто на північному сході Боснії і Герцеговини, на території Федерації Боснії і Герцеговини, адміністративний центр однойменної громади.

## Населення
Згідно з останнім офіційним югославським переписом 1991 року, Кладань налічувала 4 873 жителі.
| Кладань             |                |                |                |
| рік перепису        | 1991           | 1981           | 1971           |
| мусульмани          | 3 655 (75,00%) | 2 925 (71,49%) | 2 719 (80,46%) |
| серби               | 870 (17,85%)   | 615 (15,03%)   | 528 (15,62%)   |
| хорвати             | 21 (0,43%)     | 29 (0,70%)     | 53 (1,56%)     |
| югослави            | 228 (4,67%)    | 455 (11,12%)   | 39 (1,15%)     |
| інші та невизначені | 99 (2,03%)     | 67 (1,63%)     | 40 (1,18%      |
| усього              | 4 873          | 4 091          | 3 379          |